# ما بعد النسوية

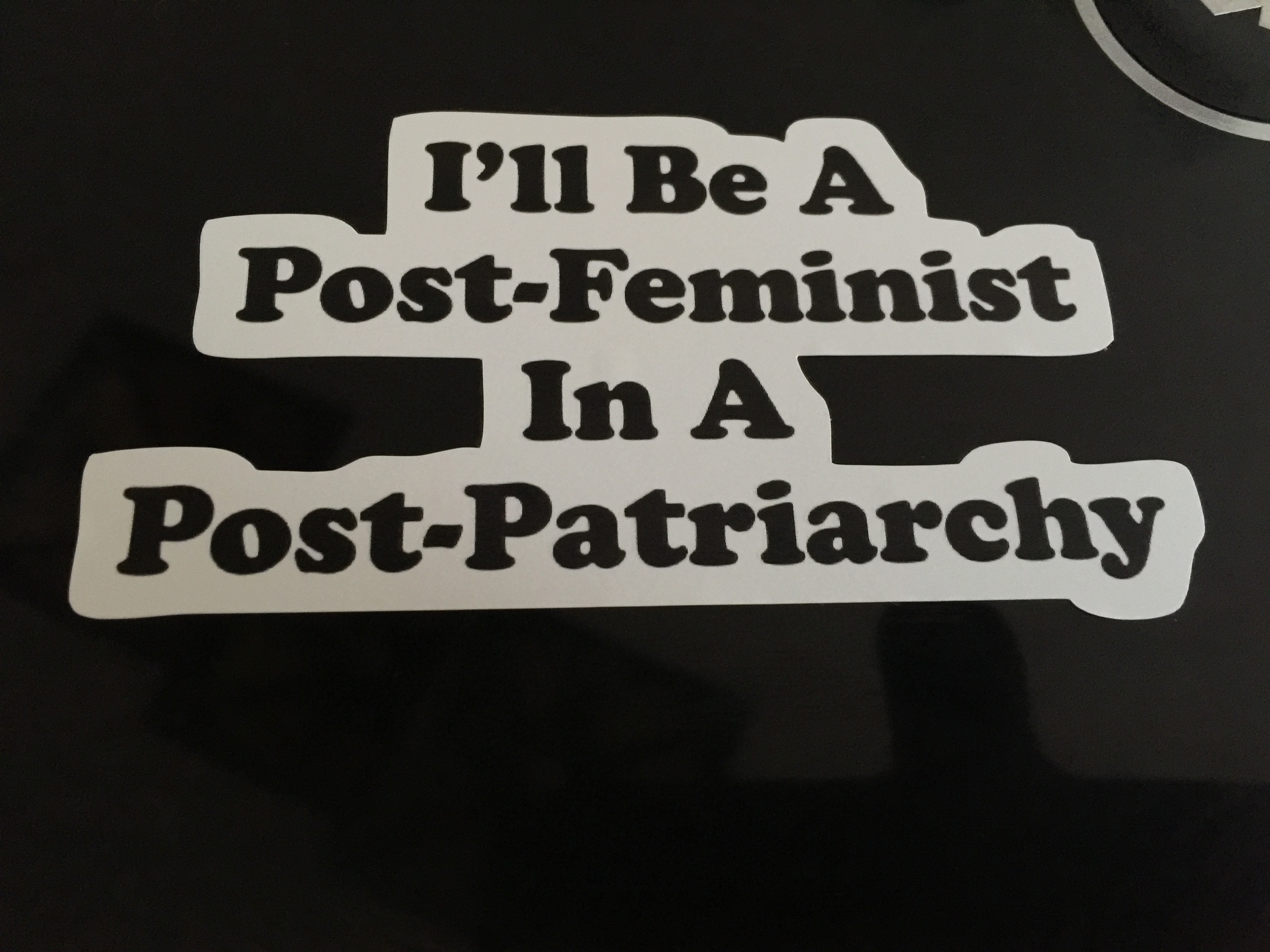
سأكون ما بعد النسوية في مرحلة ما بعد النظام الأبوي

يُستَخدم مصطلح ما بعد النسوية لوصف ردود الأفعال المُتخذة ضد تناقضات وغياب النسوية، خاصًة الموجتين الثانية والثالثة للنسوية. يتم الخلط أحيانًا بين مفهوم ما بعد النسوية، والموجات التالية من النسوية كالموجة الرابعة، و«نساء النسوية الملونة». (أمثال بيل هوكس 1996, وجياتري سبيفاك 1999).
قد تُعرف الأيدلوجية ما بعد النسوية بأنها تناقض أيدلوجية النسوية السابقة عليها أو تلك السائدة. إذ تسعى بعض أشكال ما بعد النسوية إلى مرحلة جديدة من مراحل التطور المبني على الجنس، ومثل ذلك يتم اعتباره في معظم الأوقات في صالح مجتمع لم يعد يُحدد على أساس النوع الاجتماعي ودوره أو الثنائية الجنسية. إن الداعم لفكرة ما بعد النسوية هو شخص يؤمن، يشحع ويحاول تجسيد أي أيدلوجية من الأيدلوجيات المتعددة التي تنبثق عن الفكر النسوي خلال سبعينات القرن الماضي سواء كانت تلك الأيدلوجيات داعمة أو مناهضة للفكر النسوي الكلاسيكي (القديم).
يمكن اعتبار الفكر ما بعد النسوي طريقة نقدية لفهم العلاقات المتغيرة فيما بين النسوية والثقافة العامة إلى جانب مفهوم الأنوثة. يمكن أن تقدم أيدولجية ما بعد النسوية نقدًا للموجة الثانية أو الموجة الثالثة للنسوية ذلك عن طريق التساؤلات التي تطرحها فيما يخص ثنائيات التفكير والأساسيات التي تستند إليها، رؤيتها الخاصة عن الجنس، ووجهة نظرها المتعلقة بالعلاقة ما بين النسوية ومفهوم الأنوثة. ذلك بالإضافة إلى أنه قد يعقد أو حتى ينكر كليًة ضرورة أو احتمالية تحقق المساواة الجنسية واقعيًا.
تُنتقد الموجة الثانية للنسوية غالبًا باعتبارها شديدة الحياد أو شديدة الاستقامة كما يتم وصفها بأنها ليبرالية أكثر من اللازم، الأمر الذي يؤدي إلى تجاهل احتياجات النساء من الفئات المُهمشة بشكل عام. وعلى الرغم من أن النسوية المتقاطعة (وهي إتجاه فكري نسوي) ناتجة عن الموجة الثالثة، إلا أن المصادر التي تشير إلى مفاهيم كمفهوم ما بعد النسوية، تعتبر هي الأقرب للتحدي والأكثر تعبيرًا عن مفهوم النسوية.

## تاريخ المصطلح
ما بعد النسوية يصف نطاق من وجهات النظر المتفاعلة مع النسوية.
في عام 1919 صدرت صحيفة ذكر فيها «الأصوليون في الأدب النسائي»'نحن'مهتمون بالبشر وليس بالرجال والنساء"، "فما من علاقة تربط بين الجنس والمعايير الأخلاقية والاجتماعية والاقتصادية والسياسية«فينبغي أن تكون الأمور» مناصرة للمرأة دون أن تكون ضد الرجل«ومن هنا» أطلق [اسم] ما بعد النسوية«على موقفهم هذا.»
استخدم هذا المصطلح في الثمانينيات من القرن العشرين لوصف الحركة المضادة لـ الموجة الثانية من الحركة النسوية. وهذا المصطلح الآن هو الاسم المعرف لنطاق واسع من النظريات التي اتخذت النهج النقدي تجاه الخطابات النسوية السابقة ويشمل المصلطح التحديات التي تواجه أفكار الموجة الثانية. ويقول أنصار ما بعد النسوية إن الحركة النسوية لم تعد متصلة بالمجتمع في العصر الحديث. وكتبت إميليا جونز أن كتابات ما بعد النسوية التي ظهرت في الثمانينيات والتسعينيات من القرن العشرين ترسم الموجة الثانية من الحركة النسوية باعتبارها كيانًا متكاملاً وكان هناك اتجاه نحو التعميم المفرط في انتقادات تلك الكتابات.
مع بداية الثمانينيات وصفت وسائل الإعلام الفتيات في سن المراهقة والشابات في العشرينات من أعمارهن بأنهن «جيل ما بعد النسوية.» وتؤكد عالمة الاجتماع باميلا أرونسون، أنه وبعد مرور عشرين عامًا، لا زال مصطلح ما بعد النسوية يستخدم للإشارة إلى النساء الشابات «اللواتي يعتقد أنهن استفدن من الحركة النسائية من خلال الإمكانية الهائلة للحصول على وظائف وتعليم وترتيبات أسرية جديدة، ولكنهن في الوقت نفسه لم يجاهدن من أجل فرض المزيد من التغيرات في المجال السياسي». فمصطلح ما بعد النسوية يثير جدلاً كبيرًا حيث إنه ينطوي على أن النسوية قد «انتهت» و«لأن المساواة التي تنادي بها هي محض خرافات.»
أنجيلا ماكروبي تجادل بأن إضافة كلمتي ما بعد  إلى النسوية تقوض الشوط الكبير الذي قطعته الحركة النسوية في تحقيق المساواة للجميع بما في ذلك المرأة. فمصطلح ما بعد النسوية يعطي انطباعًا بأن المساواة قد تحققت وأن أنصار النسوية يمكنهم الآن التركيز على شيء مختلف تمامًا. وترى ماكروبي أن مصطلح ما بعد النسوية يظهر في أغلب الأحوال في منتجات الإعلام النسوي مثل رواية مذكرات بريديجيت جونز ومسلسل الجنس والمدينة ومسلسل ألي ماكبيل. فالشخصيات النسائية مثل بريديجيت جونز وكاري برادشو تدعيان أنهما حصلتا على حريتهما ويستمتعان جيدًا بحياتهما الجنسية، ولكن ما يبحثان عنه باستمرار هو الرجل الذي يجعل لكل شيء قيمة في حياتهما.
كان من بين أولى الاستخدامات الحديثة لهذا المصطلح في مقالة كتبتها سوزان بولوتين عام 1982 تحت عنوان «أصوات من جيل ما بعد النسوية» ونشرت هذه المقالة في مجلة نيويورك تايمز. ولقد اعتمدت هذه المقالة على عدد من اللقاءات مع سيدات يتفق إلى حد كبير مع أهداف الحركة النسوية، ولكن لا يمكن تعريفهم بأنهن من أنصارها.
ترى بعض أنصار النسوية المعاصرات، مثل كاثا بوليت أو نادين ستروسن، أن النسوية تعني ببساطة أن «النساء بشر». ويرى هؤلاء الكتاب أن الآراء التي تفرق بين الجنسين بدلاً من الربط بينهما هي أفكار جنسية وليست أفكارًا نسوية.
ووفقًا لـ الأستاذة دي ديان دافيس، فإن مبتغى ما بعد النسوية هو ما كانت تريده الموجة الأولى والثانية من الحركة النسوية.
في كتابها الصادر عام 1994 بعنوان من سرق الحركة النسوية؟ كيف خانت المرأة المرأة، اعتبرت كريستينا هوف سومرز أن الكثير من النظرية النسوية الأكاديمية الحديثة والحركة النسوية هي محبة للمرأة وكارهة للرجال. وأطلق على ذلك اسم «نسوية النوع» وتقترح استخدام مصطلح «النسوية العادلة» - أيديولوجية تهدف إلى المساواة المدنية والقانونية الكاملة. وتجادل سومرز بأنه في حين أن أنصار النسوية التي وصفتها بأنها نسوية النوع يدافعون عن علاج تفضيلي ويصورون المرأة على أنها ضحية، فإن النسوية العادلة تقدم نموذجًا بديلاً من النسوية قادرًاعلى البقاء. وأدت تلك الأوصاف التي استخدمتها سومرز بالإضافة إلى عملها الآخر إلى اتهام أنصار الحركة النسوية الآخرين لسومرز بأنها معادية للنسوية.
سوزان فالودي، في الطبعة التي صدرت عام 2006 من كتابها الصادر عام 1991 تحت عنوان رد الفعل: الحرب غير المعلنة ضد المرأة الأمريكية، ترى أن رد الفعل تجاه الموجة الثانية من الحركة النسوية في الثمانينيات من القرن العشرين قد نجحت في إعادة تعريف النسوية باستخدام مصطلحاتها. وتقول بإنها وضعت حركة تحرير المرأة كمصدر للعديد من المشكلات التي يُدعى أنها اجتاحت المرأة في الثمانينيات الماضية. وتجادل أيضًا بأن العديد من تلك المشكلات هي مشكلات وهمية ألفتها وسائل الإعلام دون دليل موثوق. ووفقًا لسوزان فإن هذا النوع من ردود الفعل هو اتجاه تاريخي، يتكرر عندما يبدو أن المرأة قد حققت مكاسب مادية في سعيها وراء الحصول على حقوق متساوية.